# Ivan Lebanov
Ivan Lebanov (in bulgaro Иван Лебанов?; Gostun, 10 dicembre 1957) è un ex fondista bulgaro.

## Carriera
In carriera vanta la più prestigiosa medaglia conseguita alle Olimpiadi di Lake Placid 1980, quando arrivò terzo nella 30 km.

## Palmarès

### Olimpiadi
- 1 medaglia:
  - 1 bronzo (Lake Placid 1980 nella 30 km).